# جويل ويلكينسون
جويل ويلكينسون (بالإنجليزية: Joel Wilkinson)‏ هو لاعب كرة قدم أمريكية أسترالي، ولد في 29 نوفمبر 1991 في سيدني في أستراليا.

## وصلات خارجية
- جويل ويلكينسون على موقع مرجع كرة القدم المحترفة.كوم (الإنجليزية)
- جويل ويلكينسون على موقع AustralianFootball.com (الإنجليزية)
- جويل ويلكينسون على موقع AFLtables.com (الإنجليزية)